# Банановый эквивалент

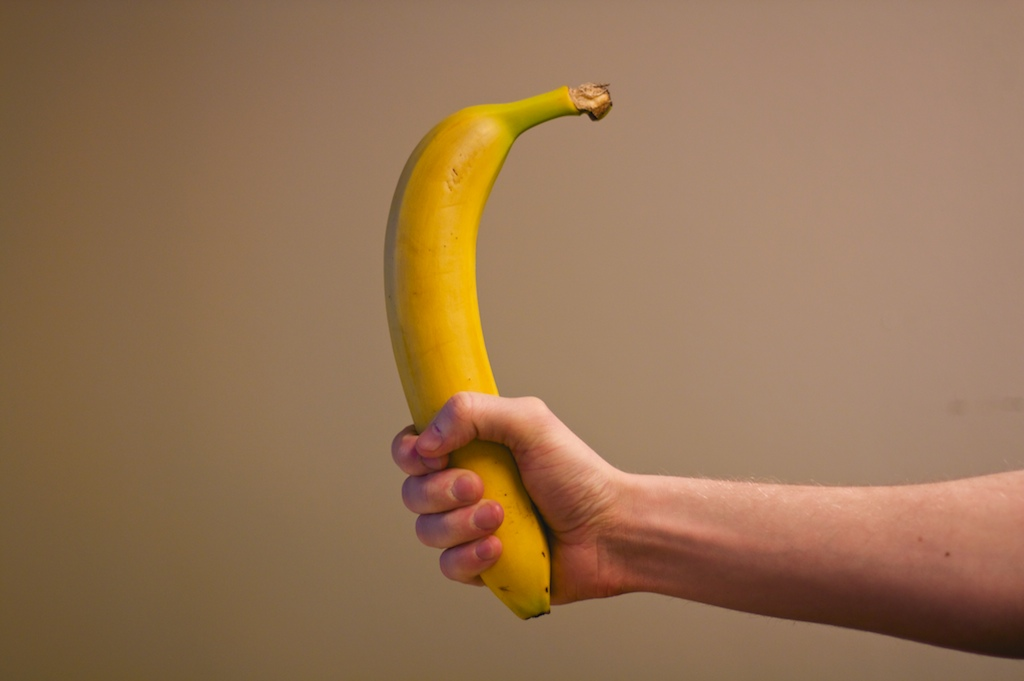
Банан

Банановый эквивалент — понятие, применяемое сторонниками ядерной энергетики для характеристики активности радиоактивного источника путём сравнения с активностью калия-40, содержащегося среди других изотопов калия в обычном банане. 
Банановый эквивалент определяется как количество радиации, вводимой в организм при съедении одного банана. Утечки радиации на ядерных электростанциях зачастую измеряются в крошечных единицах вроде пикокюри (одной триллионной части кюри). Сравнение этого количества радиоактивности с содержащейся в банане позволяет интуитивно оценить степень опасности таких утечек. 
Средний банан содержит 3520 пикокюри на килограмм веса, или примерно 520 пикокюри в 150-граммовом банане. Эквивалентная доза в 365 бананах (один в день в течение года) составляет 3,6 миллибэра или 36 микрозивертов.

## Определение
Многие пищевые продукты от природы радиоактивны из-за содержащегося в них калия-40. В грамме природного калия происходит в среднем 32 распада калия-40 в секунду (32 беккереля, или 865 пикокюри). Банановый эквивалент определяется как активность вещества, вводимого в организм при съедании одного банана. 
Утечки радиоактивных материалов на ядерных электростанциях зачастую измеряются в крошечных единицах вроде пикокюри (одной триллионной части кюри). Сравнение этой активности с активностью радиоизотопов, содержащейся в банане, позволяет интуитивно оценить степень радиоактивной опасности таких утечек, хотя из-за разных дозовых коэффициентов радиоактивных изотопов, такое сравнение малопригодно для оценки действительного уровня риска.
Средний банан содержит около 0,42 грамма калия. Радиоизотопы, содержащиеся в бананах, имеют активность 3520 пикокюри на килограмм веса (130 Бк/кг) или примерно 520 пикокюри (19 Бк) в 150-граммовом банане. Эквивалентная доза в 365 бананах (один банан в день в течение года) составляет 3,6 миллибэра или 36 микрозивертов (около 0,1 мкЗв в одном банане).
Радиоактивность бананов неоднократно вызывала ложные срабатывания детекторов ионизирующей радиации, используемых для предотвращения незаконного ввоза радиоактивных материалов в США.

## Сравнения с аварией на АЭС Три-Майл-Айленд
После аварии на АЭС Три-Майл-Айленд, Комиссией по ядерному регулированию США был обнаружен радиоактивный иод-131 в молоке местных коров в количестве 20 пикокюри на литр. Эта радиоактивность значительно меньше, чем в обычном банане. Стакан такого молока содержал всего 1/75 бананового эквивалента.
Тем не менее опасность йода-131 значительно выше, так как он накапливается в щитовидной железе, замещая стабильный изотоп йода, тем самым облучая её, что способно привести к раку щитовидной железы.

## Природная радиоактивность еды
Все натуральные продукты содержат небольшое количество радиоактивных изотопов. Средний человек через пищу получает дозу радиации около 40 миллибэров в год, что составляет более 10 % суммарной годовой дозы.
Некоторые продукты имеют природный уровень радиации выше среднего. Среди них картофель, бобы, орехи и семечки подсолнечника. Сравнительно высокий уровень наблюдается в бразильском орехе (за счёт повышенного содержания радиоактивных нуклидов 40K, 226Ra, 228Ra), радиоактивность которого может достигать 12 000 пикокюри на килограмм и выше (450 Бк/кг и выше).

## Гомеостатическоевозражение
Калий в здоровом организме не накапливается. Избыточный калий, полученный из банана, выводится в процессе метаболизма. Таким образом, изотопный состав калия в организме не меняется, и съеденный банан не повышает уровня радиации в организме.
Общее содержание калия в организме человека оценивается в 2,5 грамма на килограмм массы тела или 175 г в организме человека массой 70 кг. Такие количества калия имеют активность порядка 4-5 тысяч Бк (ещё около 3 тысяч Бк — от изотопа углерода-14).